# Spathius elymus
Spathius elymus är en stekelart som beskrevs av Nixon 1943. Spathius elymus ingår i släktet Spathius och familjen bracksteklar. Inga underarter finns listade i Catalogue of Life.